# Football Club Internazionale 1945-1946
Questa voce raccoglie le informazioni riguardanti il Football Club Internazionale nelle competizioni ufficiali della stagione 1945-1946.

## Stagione
(Commento tratto da un articolo de La Gazzetta dello Sport del 5 novembre 1945, relativo al derby milanese del giorno precedente terminato 3-1 in favore dell'Inter.)
Riassunta la denominazione di Internazionale a partire dal 28 ottobre 1945, la squadra nerazzurra partecipò alla Divisione Nazionale: giunta a soli 3 punti dal Torino nella prima fase, nel girone conclusivo la Beneamata fu invece sorpassata in classifica da Juventus e Milan registrando un distacco di 8 lunghezze dai granata campioni d'Italia.

## Organigramma societario
Area direttiva
- Presidente: Carlo Masseroni
- Consigliere: Giuseppe Prisco
- Consigliere: Amerigo Brizzolara

Area tecnica
- Allenatore: Carlo Carcano

Area sanitaria
- Massaggiatore: Bartolomeo Della Casa

## Rosa
| N. |                   | Ruolo | Calciatore         |
| -- | ----------------- | ----- | ------------------ |
|    | Italia (bandiera) | P     | Angelo Franzosi    |
|    | Italia (bandiera) | D     | Ubaldo Passalacqua |
|    | Italia (bandiera) | D     | Luigi Frigerio     |
|    | Italia (bandiera) | D     | Camillo Girotti    |
|    | Italia (bandiera) | D     | Sergio Marchi      |
|    | Italia (bandiera) | C     | Aldo Campatelli    |
|    | Italia (bandiera) | C     | Camillo Achilli    |
|    | Italia (bandiera) | C     | Severo Cominelli   |
|    | Italia (bandiera) | C     | Raffaele Guaita    |

| N. |                   | Ruolo | Calciatore       |
| -- | ----------------- | ----- | ---------------- |
|    | Italia (bandiera) | C     | Andrea Milani    |
|    | Italia (bandiera) | C     | Enrico Candiani  |
|    | Italia (bandiera) | C     | Aldo Donati      |
|    | Italia (bandiera) | A     | Cosimo Muci      |
|    | Italia (bandiera) | A     | Giorgio Barsanti |
|    | Italia (bandiera) | A     | Savino Bellini   |
|    | Italia (bandiera) | A     | Edmondo Fabbri   |
|    | Italia (bandiera) | A     | Giorgio Magnaghi |
|    | Italia (bandiera) | A     | Romano Penzo     |